# Tolk
För andra betydelser, se Tolk (olika betydelser).

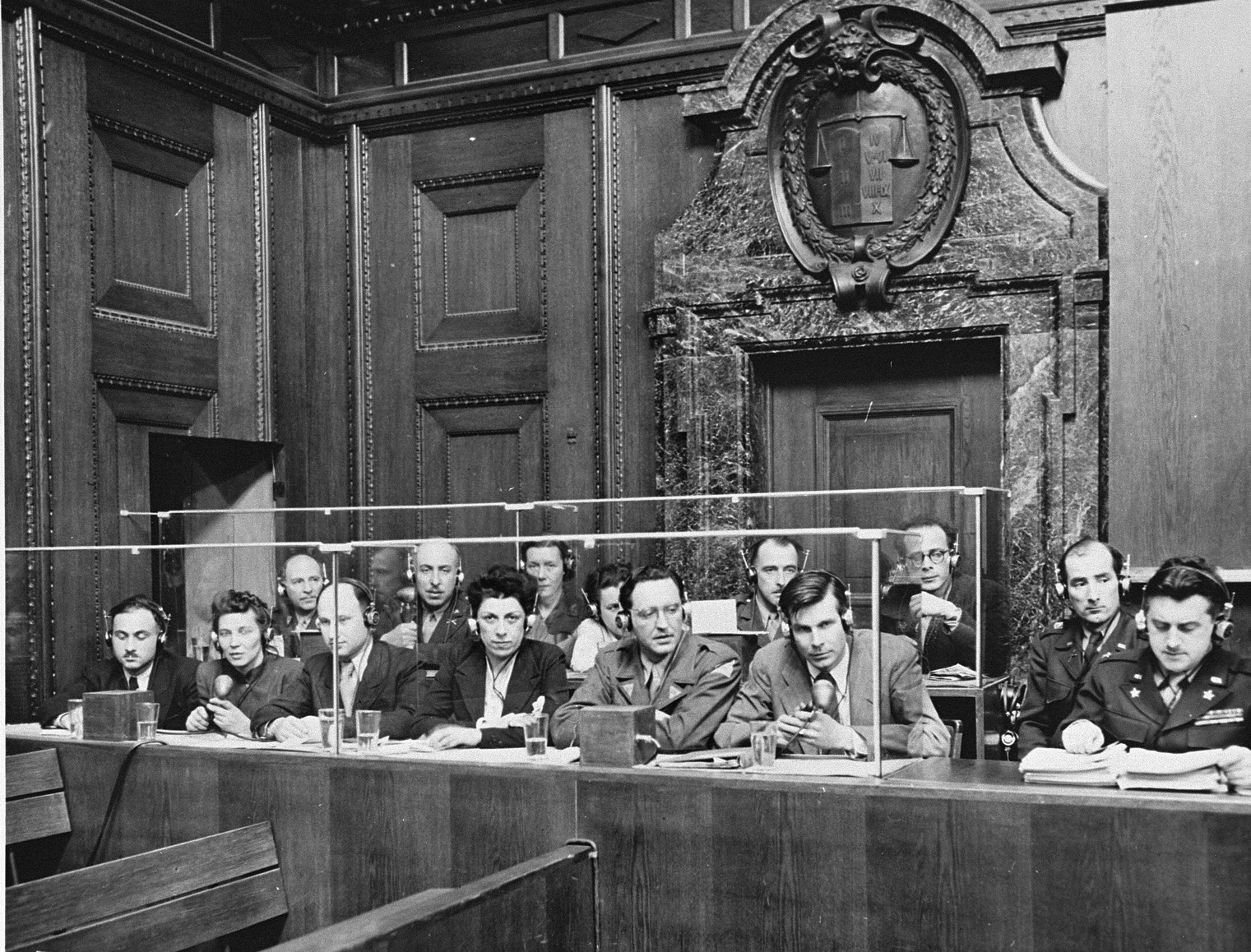
Simultantolkar under arbete i Nürnbergrättegångarna.

Tolk är en person som möjliggör kommunikation mellan personer som talar olika språk, genom att muntligen återge det som sägs. Tolkning sker även från skriven text (s.k. avistatolkning). EU använder sig av många tolkar för att göra det möjligt för delegater från alla medlemsländer att kommunicera på sina egna språk i samarbetet med varandra. Tolkar och översättare är i praktiken delvis överlappande, delvis separata yrkesgrupper. 
Det är en icke skyddad yrkestitel och tolkning utförs av såväl professionellt utbildade tolkar som av amatörer. 
Tolkyrket kan delas upp i olika kategorier, beroende antingen på de sammanhang där tolkningen genomförs eller de språk som tolken tolkar emellan. Således finns det tolkar i offentlig sektor (ibland kallade kontakttolkar), som tolkar kommunikation mellan enskilda personer och representanter för myndigheter (sjukhus, socialkontor, flyktingförläggningar, arbetsförmedlingar och inom rättsväsendet), konferenstolkar, som tolkar vid internationella affärs- och organisationskontakter eller vid möten och sammankomster, och teckenspråkstolkar, som tolkar mellan hörande och döva, alltså mellan talat språk och teckenspråk.
Tolkning kan ske via olika tekniker eller metoder. Man kan tolka ett tal i stort sett samtidigt medan talet pågår, och då kallas det simultantolkning, och man kan tolka undan för undan i pauser mellan andras tal, och då kallas det konsekutivtolkning. I situationer där nödvändiga verktyg (hörlurar, mikrofoner, speciella tolkkabiner, m.m.) inte finns tillgängliga, men en viss samtidighet krävs i tolkningen, kan tolken genomföra sitt uppdrag genom viskningstolkning, då man talar samtidigt som talaren fast med låg röst, och nära den part som lyssnar och tar del av det som tolkas. En skrivtolk skriver ner allt som hörs och händer på dator, vilket möjliggör för andra att läsa och på så sätt förstå vad som sägs. 

## Sverige
Auktorisation av tolkar för arbete i offentlig sektor sker hos Kammarkollegiet, efter avklarade skriftliga och muntliga prov samt en lämplighetsbedömning, varpå den skyddade yrkestiteln auktoriserad tolk kan erhållas. Auktorisationsprovet är ett krävande yrkesprov varvid examinanden förutsätts uppfylla mycket höga krav för att hen ska kunna erhålla den skyddade yrkestiteln auktoriserad tolk. Vidare bör en av Kammarkollegiet auktoriserad tolk inte hänvisa till sin skyddade yrkestitel auktoriserad tolk om hen åtar sig ett skriftligt översättningsuppdrag, till skillnad mot auktoriserade translatorer, som kan åta sig att översätta officiella dokument och intyga att översättningen är korrekt med hänvisning till sin yrkestitel. Kammarkollegiet organiserar även auktorisations-prov och lämplighetsbedömning för speciella tolkkompetenser. Personer som redan innehar titeln auktoriserad tolk har rätt att gå upp i dessa prov. Åt dem som klarar respektive prov utfärdar myndigheten bevis om speciell kompetens som rättstolk samt bevis om speciell kompetens som sjukvårdstolk.
Utbildning för tolkar i offentlig sektor ges på Stockholms universitet (Tolk- och översättarinstitutet) och Lunds universitet, och dessutom på flera folkhögskolor och studieförbund. De flesta tolkar i Sverige har dock ingen utbildning, vilket kan verka förvånande med tanke på de höga krav som ställs på precision, hastighet och förmåga att hantera känsliga situationer. Merparten av tolkar som saknar utbildning arbetar i offentlig sektor. För att arbeta som konferenstolk inom EU:s institutioner krävs både utbildning och godkänt antagningsprov. Teckenspråkstolkar är utbildade på universitet eller folkhögskola. En tolk förväntas, förutom att fullständigt behärska sina tolkspråk också till  kunna återge tonfall och sociolekt hos talaren. Många tolkar har specialområden såsom juridik, medicin, teknik eller politik, de flesta tolkar gör också omfattande förberedelser inför olika uppdrag för att förstå sammanhanget och korrekt kunna översätta facktermer.

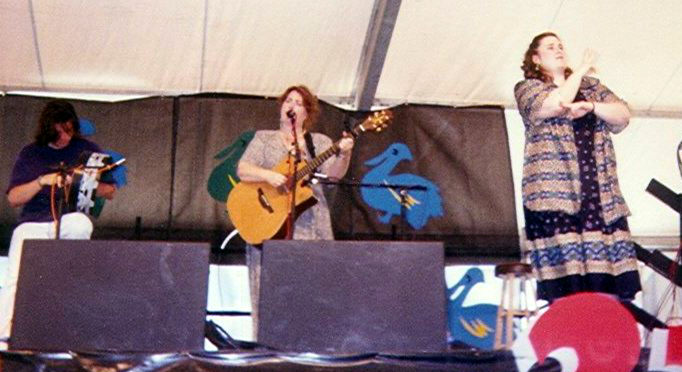
En teckenspråkstolk på en konsert.

I Sverige används sällan simultantolkning mellan talade språk i TV- eller nyhetsprogram, däremot är teckenspråktolkning för döva och hörselskadade eller syntolkning för blinda och synskadade vanligt.
Om översättningen inte försiggår i realtid eller görs på skrivet material kallas tolken översättare.